# Stanisław Piotrowski (duchowny)
Stanisław Piotrowski (ur. 23 października 1921 w Supraślu, zm. 13 lipca 2006 w Białymstoku) – polski duchowny rzymskokatolicki, profesor, wykładowca teologii dogmatycznej w Archidiecezjalnym Wyższym Seminarium Duchownym w Białymstoku, Studium Teologii w Białymstoku, Papieskim Wydziale Teologicznym. Otrzymał godność infułata Kapituły Metropolitalnej. Był uczestnikiem kampanii wrześniowej oraz żołnierzem Armii Krajowej. W czasie wojny ratował dzieci narodowości żydowskiej.

## Życiorys
Ukończył małe seminarium księży salezjanów w Supraślu. W 1939 roku walczył w kampanii wrześniowej jako żołnierz 42. Pułku Piechoty. Wzięty do niewoli, został wkrótce zwolniony. W dalszym okresie okupacji był wychowawcą w salezjańskim sierocińcu w rodzinnym mieście, a także uczył na tajnych kompletach koło Wasilkowa. Jako pracownik sierocińca uratował kilkoro żydowskich dzieci. Wstąpił do Armii Krajowej, w efekcie czego po zajęciu białostockiego przez armię radziecką wywieziono go w 1944 r. do obozu NKWD nr 45 w Ostaszkowie.
Po dwuletnim uwięzieniu podjął studia w 1946 r. w Archidiecezjalnym Wyższym Seminarium Duchownym w Białymstoku, a po jego ukończeniu na KUL, kończąc je doktoratem z teologii dogmatycznej. Święcenia kapłańskie otrzymał w roku 1951. Po studiach był duszpasterzem akademickim i prefektem szkół średnich. W czasach stalinizmu z powodu swojego zaangażowania w pracę z młodzieżą został usunięty ze szkoły. Następnie podjął pracę w białostockim Archidiecezjalnym Wyższym Seminarium Duchownym, gdzie prowadził wykłady z dogmatyki, katechetyki, propedeutyki teologii i fonetyki. W latach 1961–68 mianowany prefektem
studiów, a w 1967 został wicerektorem, które to stanowisko piastował aż do wybrania go rektorem w 1972. Uczelnią kierował jako rektor do 1979 r. W 1982 został rektorem białostockiego Instytutu Teologiczno-Pastoralnego, wykładał także w Archidiecezjalnym Kolegium Katechetycznym i Studium Teologii.
Niezależnie od działalności akademickiej, w ramach archidiecezji białostockiej był moderatorem do spraw powołań, cenzorem ksiąg kościelnych, członkiem Rady Kapłańskiej, Kolegium Konsultorów, Rady Duszpasterskiej i promotorem I Synodu Archidiecezji Białostockiej. Działał też w mass mediach, 16 lat komentując czytania biblijne w Magazynie Polskiego Radia Białystok – Ewangelia i Życie i publikując w czasopiśmie „W służbie miłosierdzia”.
Pochowany 16 lipca po mszy pogrzebowej w białostockiej bazylice katedralnej na cmentarzu parafialnym w Supraślu.

## Nagrody i upamiętnienie
Za swoją działalność uhonorowany w 1999 r. (za 1998 r.) nagrodą im. Henryka Ołdytowskiego przez Towarzystwo Przyjaciół Supraśla. W Supraślu uhonorowano pamięć ks. Stanisława Piotrowskiego nadając jednej z ulic jego imię.

## Publikacje
- Zstąpił z nieba dla nas. 1994. ISBN 978-83-901806-1-8. Brak numerów stron w książce
- Matka Boga i Matka Kościoła. 1994. ISBN 978-83-901806-0-1. Brak numerów stron w książce
- ... który umiłował człowieka. Coma, 1995. ISBN 978-83-901806-4-9. Brak numerów stron w książce
- Emanuel – Bóg z nami. 1995. ISBN 978-83-901806-2-5. Brak numerów stron w książce
- Pierwsze kroki wiary : podstawowe prawdy wiary katolickiej. Coma, 1996. ISBN 978-83-901806-3-2. Brak numerów stron w książce
- Zbudowany na skale. Coma, 1996. ISBN 978-83-901806-5-6. Brak numerów stron w książce
- Z wszystkich niewiast wybrana. Coma, 1998. ISBN 978-83-901806-6-3. Brak numerów stron w książce
- Spotkanie z Chrystusem w sakramentach. Coma, 1999. ISBN 978-83-901806-7-0. Brak numerów stron w książce
- W drodze do domu.... Coma, 1999. ISBN 978-83-901806-8-7. Brak numerów stron w książce
- Eschatologia : przez ziemię do nieba. Ag-Art, 2003. ISBN 978-83-918471-1-4. Brak numerów stron w książce
- Onegdaj i dziś. Coma, 2001. ISBN 978-83-901806-9-4. Brak numerów stron w książce